# Girmawit Gebrzihair
Girmawit Gebrzihair, née le 21 novembre 2001, est une athlète éthiopienne, spécialiste du 5 000 mètres.

## Biographie
En juillet 2018, elle remporte la médaille de bronze aux 5 000 mètres lors des Championnats du monde juniors d'athlétisme 2018, à Tampere en Finlande, derrière la kényane Beatrice Chebet et sa compatriote Tsigie Gebreselama.

## Palmarès
- 2018 :  Médaille de bronze du 5 000 mètres aux Championnats du monde juniors
- 2022 : Vainqueur du semi-marathon de Ras el Khaïmah